# Мальяно-де-Марсі
Мальяно-де-Марсі (італ. Magliano de' Marsi) — муніципалітет в Італії, у регіоні Абруццо,  провінція Л'Аквіла.
Мальяно-де-Марсі розташоване на відстані близько 80 км на схід від Рима, 31 км на південь від Л'Акуїли.
Населення — 3743 особи (2014).
Щорічний фестиваль відбувається 13 грудня. Покровитель — Santa Lucia.

## Демографія
Населення за роками:

Станом на 1 січня 2023 року в муніципалітеті офіційно проживало 229 іноземців з 27 країн, серед них 73 громадяни країн Євросоюзу та 4 громадяни України.

## Сусідні муніципалітети
- Боргорозе
- Л'Аквіла
- Масса-д'Альбе
- Рокка-ді-Меццо
- Санте-Маріє
- Скуркола-Марсікана
- Тальякоццо